# مندنهال (میسیسیپی)
مندنهال (به انگلیسی: Mendenhall) شهری در ایالت میسیسیپی کشور ایالات متحده آمریکا است که جمعیت آن در سرشماری سال ۲۰۱۰ میلادی، ۲٬۵۰۴ نفر بوده‌است.